# Rosa Feola
Rosa Feola (nascida em 21 de Maio de 1986) é um cantora soprano de ópera italiana.

## Início da vida e da formação
Feola nasceu e cresceu em San Nicola la Strada, de Caserta (Itália), numa família com fortes laços com a música. Tendo estudado com Mara Naddei, em 2008, formou-se em canto como uma aluna de licenciatura do Conservatório Giuseppe Martucci de Salerno. Ela continuou os seus estudos n o Estúdio Ópera da Accademia Nazionale di Santa Cecilia participando em master classes por Renata Scotto, Anna Vandi, e Cesare Scarton.

## Carreira
Feola fez a sua estreia com 23 anos de idade na ópera no papel de Corinna (Il Viaggio a Reims) em Kent Nagano na Academia de Santa Cecília. Ela chegou à atenção internacional ao ganhar o Segundo Prémio, o Prémio Zarzuela e o Prémio Público do Rolex no Plácido Domingo Operalia de 2010.
No ano seguinte, ela fez o seu papel de estreia/casa como Adina (L'elisir d'amore), no Teatro da Ópera de Roma, Susanna (Le nozze di Figaro), no Teatro La Fenice, e Micaëla (Carmen) na Ópera Alemã de Berlim. Mais significativo foi cantar o papel de Inez, na moderna estreia de Saverio Mercadante I due Figaro de Riccardo Muti, com quem desde então tem mantido uma colaboração de longa data. Os desempenhos em Festival de Ravena foram gravadas ao vivo e mais tarde lançada no rótulo Ducale.
Em 2012 ela fez a sua estreia americana com a Orquestra Sinfônica de Chicago no Millennium Park cantando parte soprano de Carmina Burana em Muti, e mais tarde fez dela a estreia no Carnegie Hall em abertura do show de época com a sociedade civil e Muti com o mesmo programa. No mesmo ano no Festiva de Ravena Festival numa produção dirigida por Cristina Mazzavillani Muti, Feola fez a sua estreia no papel de Gilda (Rigoletto), uma função de assinatura dela, que tem servido como veículo para a sua estreia na Casa de Ópera de Zurique (2013), Bayerische Staatsoper (2015), Ópera Lírica de Chicago (2017 o seu palco de estreia na ópera), e o Metropolitan Opera (2019).
Em 2014 ela fez sua estreia no Wigmore Hall nas séries de recitais no Rosenblatt com o pianista Iain Burnside.
2015 e 2016 foram os anos dos seu avanço. A sua aparência como Elvira na Ópera Nacional Galesa nova produção I puritani ganhou elogios; ela foi homenageada nos Prémios do Teatro do país de Gales como a "Melhor Mulher numa Produção de Ópera" e citada por realização proeminente na Grã-Bretanha no Enquete "O Que está No Palco de Ópera de 2016". O ano de 2015, também viu o lançamento do seu primeiro álbum solo, Música e Poesia, com a etiqueta da Opus Arte, com as seleções por compositores como Ottorino Respighi, Giuseppe Martucci, Amilcare Ponchielli, Ciro Pinsuti, e Franz Liszt. A gravação foi selecionada como escolha do editor na edição de Março da revista Gramophone e pré-seleccionados para a categoria Solo Vocalde 2016 dos prémios Gramophone Classical Music Awards. Ela foi finalista como a melhor cantora dos Prêmios de Ópera Internacional de 2016, ao lado de Anna Bonitatibus, Mariella Devia, Christine Goerke, Evelyn Herlitzius, e Anna Netrebko. Em 2016, ela também cantou o papel de Nannetta (Falstaff) em concertos de Chicago Symphony Orchestra sob Muti como parte da Celebração municipal de Shakespeare 400, fez o seu recital de estreia em San Francisco, fez Bailes de estreia cantando árias de concerto por Mendelssohn e Mozart, fez sua estreia na Wiener Staatsoper no papel de Susanna (Le nozze di Figaro), e viajou com Wiener Staatsoper para o Japão com a mesma função no âmbito do Muti no clássico de produção por Jean-Pierre Ponnelle.
Feola apareceu em 2017 no Concerto de Ano Novo do La Fenice, cantando música de Bellini, Donizetti e Verdi, com a batuta de Fabio Luisi. O concerto foi transmitido por RAI e transmitido pela ARTE em todo o mundo. Ela fez a sua estreia em 2017 no Teatro alla Scala, em seu papel de estreia de Ninetta por ocasião do 200º aniversário da estreia de "La gazza ladra, no La Scala (1817), com a batuta de Riccardo Chailly. O desempenho foi transmitido pela RAI, Rádio e TV e foi exibido nos cinemas de todo o mundo como parte da Temporada de "Todas as Óperas" 16/17.
Feola tem cantado outras funções que incluem Serafina (Il campanello), Zerlina (Don Giovanni), Servilia (La clemenza di Tito), Musetta (La bohème), Lauretta (Schicchi), Carolina (Il matrimonio segreto), Norina (Don Pasquale), Sandrina (La finta giardiniera), Ilia (Idomeneo), Leïla (Les pêcheurs de perles), Amina (La sonnambula). Ela vai fazer sua estreia no papel de Lúcia (Lucia di Lammermoor) no final de 2018.

## Vida pessoal
Feola casou-se em 9 de dezembro de 2015. O seu marido, barítono Sergio Vitale, é também é natural de Caserta. O irmão de Roa Feola, Carlo Feola é baixo-barítono de ópera .